# آلینا شاپوچنیکوف
آلینا شاپوچنیکوف (Polish: [ʂapɔt͡ʂˈɲikɔf]؛ (۱۶ مه ۱۹۲۶–۲ مارس ۱۹۷۳) یک مجسمه‌ساز لهستانی و بازمانده هولوکاست بود. او از بدن خود و پسرش قالب‌هایی تهیه کرد. او عمدتاً با برنز و سنگ کار می‌کرد و کارهای تحریک آمیز او ژانرهایی مانند سورئالیسم، نو رئالیسم و پاپ آرت را به یاد می‌آورد.
در طول جنگ جهانی دوم او در پابیانیتسه، گتوهای شهر ووچ، در آشویتس، برگن-بلزن و ترزین اشتاد اردوگاه‌های کار اجباری نازی‌ها زندانی بود.

## منابع

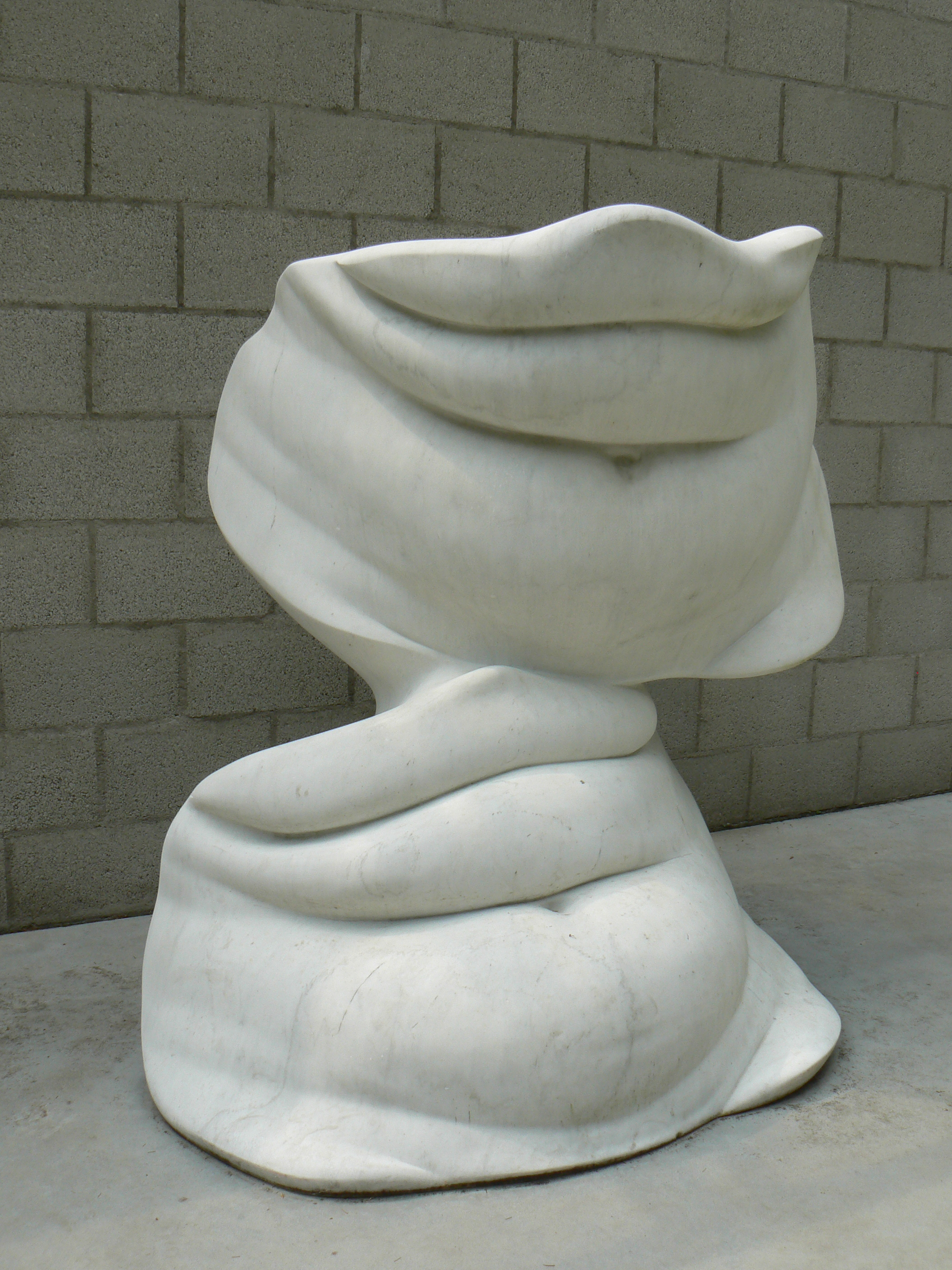
آلینا شاپوچنیکوف، شکم بزرگ‌ها، ۱۹۶۸، موزه Kröller-Müller.